# Neodym
Neodym (Nd, łac. neodymium) – pierwiastek chemiczny, lantanowiec. Nazwa pochodzi od greckich słów neos i didymos dających razem określenie „nowy bliźniak”. Został odkryty w 1885 roku wraz z prazeodymem przez Carla Auera von Welsbacha w wyniku rozdzielenia tzw. dydymu na dwa osobne pierwiastki.
Stosowany jako dodatek stopowy, do produkcji katalizatorów, silnych magnesów neodymowych i laserów neodymowych.

## Występowanie
Neodym występuje w skorupie ziemskiej w ilości 33 ppm (wagowo)/4,8 ppm (molowo). Wydobywany głównie w Chinach, USA, Brazylii, Indiach, Sri Lance i Australii. Dostępne zasoby są oceniane na około 8 milionów ton. Roczne wydobycie to około 7 tysięcy ton.
Najważniejszymi minerałami neodymu są:
- monacyt (Ce,La,Th,Nd,Y,Pr)PO4, zwany także piaskiem monacytowym;
- bastnezyt (Ce,La,Nd,Y,Pr)CO3F, dużo rzadszy niż monacyt.